# NEC静岡ビジネス
NEC静岡ビジネス株式会社（NEC Shizuoka Business, Ltd.）は、NECグループに所属する企業。
静岡県掛川市に本社を置き、ICTを活用した各種ソリューションの提供を主たる事業としている。2021年8月に旧社名である静岡日電ビジネス株式会社から改名。

## 概要
旧静岡日本電気株式会社（のちのNECアクセステクニカ）の子会社だったが親会社の再編と統合により、現在はNECプラットフォームズの子会社となっている。
浜松、静岡、沼津にそれぞれ支店を持つ。NECグループ、官公庁自治体、学校、医療福祉施設、金融機関、民間企業との取引が多く、地域密着を売りとしている。

## 主な事業
3つの事業部が存在する。2017年まではモバイルセールス事業としてMM販売部が存在したが、現在は事業を終了している。
公共ソリューション部
行政システムを手がけるNECから国の方針・指針をいち早く共有されることから、自治体や公共施設、教育機関向けに最適なシステムを導入することで、住民サービスの向上や教育の高度化に貢献している。
企業ソリューション部
製造業をはじめ、各種流通・サービス系の企業に課題解決のためのシステムを導入し、業務効率の改善やスピーディな経営判断を実現している。
ネットワークソリューション部
デジタル無線やコンピュータネットワークシステムなどの技術をベースに、タクシー無線や消防無線、ライブカメラなど災害時にも役立つシステムを多数手がける。

## 沿革
- 1981年7月 -  創立
- 1993年12月 -  ドコモショップ浜松駅前店開設
- 1994年4月 -  浜松営業所開設（現浜松支店）
- 1994年7月 -  「ドコモショップ掛川店」開設
- 1997年10月 -  人材派遣業開始
- 1998年6月 - 人材センター開設
- 2001年6月 -本社をJR掛川駅前に移転
- 2001年12月 - アウトソーシングセンター開設
- 2003年11月 - ISO14001マネジメントシステム認定取得
- 2005年1月 - ISMSマネージメントシステム認定取得
- 2005年4月 - 沼津支店開設（無線事業への本格進出）
- 2006年2月 - プライバシーマーク認定取得
- 2012年4月 - 帳票出力受託の開始
- 2012年7月 - 静岡支店開設
- 2017年10月 - モバイルセールス事業を終了
- 2018年2月 - 掛川事業所を閉設し、本社に統合
- 2019年2月 -  沼津支店移転
- 2021年8月 -  社名（商号）を「NEC静岡ビジネス株式会社」に変更

## 事業所
- 本社、アウトソーシングセンター：掛川市亀の甲１丁目4-21
- 浜松支店：静岡県浜松市中区板屋町111-2（浜松アクトタワー）
- 静岡支店：静岡市葵区黒金町3
- 沼津支店：沼津市大岡1974番地7